# Estadio Atlético Kirani James
El Estadio Atlético Kirani James (en inglés: Kirani James Stadium; también llamado Police Ground) es un estadio de usos múltiples en St. George en la isla y nación caribeña de Granada. Actualmente se utiliza sobre todo para los partidos de fútbol, así como para competeciones de atletismo (posee una pista atlética). El equipo nacional de fútbol de Granada juega sus partidos en casa, lo propio hace el equipo de fútbol de la Policía local. El estadio es capaz de recibir un aproximado de 9 000 personas.
El estadio antes era conocido como Estadio Nacional de Granada hasta 2017 cuando decidieron rebautizarlo como Estadio Atlético Kirani James por Kirani James, primer medallista olímpico del país.